# Горянский сельсовет
Горянский сельсовет — административная единица на территории Полоцкого района Витебской области Белоруссии. Административный центр — агрогородок Горяны.

## История
Образован в 1954 году.

## Состав
Горянский сельсовет включает 51 населённый пункт:
- Адамполье — деревня.
- Артюхи — деревня.
- Базылевка — деревня.
- Бельченки — деревня.
- Большая Пуща — деревня.
- Боровые — деревня.
- Бояры — деревня.
- Валющино — деревня.
- Горовые — деревня.
- Горяны — агрогородок.
- Дедуны — деревня.
- Довыдьково — деревня.
- Домники — деревня.
- Залесье — деревня.
- Замошье — деревня.
- Заречаны — деревня.
- Збродовичи — деревня.
- Карпеки — деревня.
- Кауны — деревня.
- Клименки — деревня.
- Котляны — деревня.
- Кривоевщина — деревня.
- Кульки — деревня.
- Лазари — деревня.
- Липовая — деревня.
- Лучно — деревня.
- Лысое — деревня.
- Малая Пуща — деревня.
- Матусово — деревня.
- Новые Горяны — агрогородок.
- Носилица — деревня.
- Осетно — деревня.
- Пирутино — деревня.
- Плеханы — деревня.
- Прудок — деревня.
- Пустоши — деревня.
- Речица — деревня.
- Сафоново — деревня.
- Светличище — деревня.
- Скорода — деревня.
- Смориги — деревня.
- Сосница — деревня.
- Струнье — деревня.
- Сувалково — деревня.
- Токорево — деревня.
- Хоняки — деревня.
- Шарнево — деревня.
- Шатилово — деревня.
- Шилы — деревня.
- Шматово — деревня.
- Щербаки — деревня.

Упразднённые населённые пункты на территории сельсовета:
- Красновичи — деревня.